# Хоккейные игры Beijer 2021
Хоккейные игры  Beijer 2021 -  третий из четырёх этапов Еврохоккейтура. На турнире выступят 4 команды: Россия, Финляндия, Швеция, Чехия. Турнир пройдёт в Швеции с 11 по 14 февраля 2021 года.

## Турнирная таблица
| М | Сборная   | И | В | ВО | ВБ | П | ПО | ПБ | ШЗ | ШП | РШ | О |
| - | --------- | - | - | -- | -- | - | -- | -- | -- | -- | -- | - |
| 1 | Россия    | 3 | 2 | 0  | 1  | 0 | 0  | 0  | 12 | 7  | +5 | 8 |
| 2 | Швеция    | 2 | 0 | 1  | 0  | 0 | 0  | 1  | 4  | 4  | 0  | 3 |
| 3 | Финляндия | 2 | 0 | 1  | 0  | 1 | 0  | 0  | 5  | 5  | 0  | 2 |
| 4 | Чехия     | 3 | 0 | 0  | 0  | 1 | 1  | 1  | 8  | 13 | -5 | 2 |

Пояснение: М — место, И — игры, В — выиграно, ВО — выиграно в овертайме, ВБ — выиграно по буллитам, П — проиграно, ПО — проиграно в овертайме, ПБ — проиграно по буллитам, ШЗ — шайб забито, ШП — шайб пропущено, РШ — разница шайб, О — очки.

## Матчи турнира
| 11 февраля 2021 17:00 | Россия | 3 : 2 (2:0, 0:1, 1:1) | Финляндия | Мальмё Арена Зрителей: матч прошёл без |

| Отчёт | Отчёт                           | Отчёт                                                                                         | Отчёт                                                 | Отчёт                               |
| --- | ------------------------------- | --------------------------------------------------------------------------------------------- | ----------------------------------------------------- | ----------------------------------- |
| |                                 |                                                                                               |                                                       |                                     |
| | Александр Самонов - 00:00-60:00 | Вратари                                                                                       | 00:00-57:52 - Харри Сятери 58:16-58:26 - Харри Сятери | Судьи: Микаэль Норд Микаэль Шёквист |
| | Голы:                           |                                                                                               |                                                       | Судьи: Микаэль Норд Микаэль Шёквист |
| Артём Минулин (Иван Чехович, Дамир Жафяров) - 13:31 Иван Чехович (Дамир Жафяров, Сергей Зборовский) - 16:06 Владимир Бутузов (Николай Коваленко) - 42:37 | 1:0 2:0 2:1 3:1 3:2             | Ере Иннала (Нико Оямяки) - 33:52 Юусо Пуустинен (Роберт Лейно, Ере Карьялайнен) (6x5) - 59:38 |                                                       | Судьи: Микаэль Норд Микаэль Шёквист |
| |                                 |                                                                                               |                                                       | Судьи: Микаэль Норд Микаэль Шёквист |
| |                                 |                                                                                               |                                                       | Судьи: Микаэль Норд Микаэль Шёквист |
| |                                 |                                                                                               |                                                       | Судьи: Микаэль Норд Микаэль Шёквист |
| 8 мин | Штраф                           | 2 мин                                                                                         |                                                       | Судьи: Микаэль Норд Микаэль Шёквист |
| |                                 |                                                                                               |                                                       |                                     |
| | 16                              | Броски                                                                                        | 22                                                    |                                     |

| 11 февраля 2021 21:00 | Чехия | 2 : 3 ОТ (1:1, 0:1, 1:0, 0:1) | Швеция | Мальмё Арена Зрителей: матч прошёл без |

| Отчёт | Отчёт                         | Отчёт | Отчёт                        | Отчёт                           |
| --- | ----------------------------- | --- | ---------------------------- | ------------------------------- |
| |                               | |                              |                                 |
| | Патрик Бартошак - 00:00-62:08 | Вратари | 00:00-62:08 - Андерс Линдбек | Судьи: Тобиас Бьёрк Линус Элунд |
| | Голы:                         | |                              | Судьи: Тобиас Бьёрк Линус Элунд |
| Доминик Лакатош (Михал Моравчик, Давид Томашек) (5x4) - 05:00 Давид Каше (Ян Мышак, Якуб Зборжил) - 45:53 | 1:0 1:1 1:2 :2 2:3            | Нильс Лундквист (Йоэль Перссон, Эмиль Петтерссон) (5x4) - 16:04 Понтус Хольмберг (Йонатан Берггрен, Арвид Лундберг) - 35:45 Альберт Юханссон (Понтус Хольмберг) - 62:08 |                              | Судьи: Тобиас Бьёрк Линус Элунд |
| |                               | |                              | Судьи: Тобиас Бьёрк Линус Элунд |
| |                               | |                              | Судьи: Тобиас Бьёрк Линус Элунд |
| |                               | |                              | Судьи: Тобиас Бьёрк Линус Элунд |
| 8 мин | Штраф                         | 10 мин |                              | Судьи: Тобиас Бьёрк Линус Элунд |
| |                               | |                              |                                 |
| | 24                            | Броски | 25                           |                                 |

| 13 февраля 2021 14:00 | Финляндия | 3:2 (Б) (0:1, 0:0, 2:1, 0:0, 1:0) | Чехия | Мальмё Арена Зрителей: матч прошёл без |

| Отчёт | Отчёт                     | Отчёт                                                                                          | Отчёт                         | Отчёт                           |
| --- | ------------------------- | ---------------------------------------------------------------------------------------------- | ----------------------------- | ------------------------------- |
| |                           |                                                                                                |                               |                                 |
| | Янне Ювонен - 00:00-65:00 | Вратари                                                                                        | 00:00-65:00 - Патрик Бартошак | Судьи: Микаэль Норд Линус Элунд |
| | Голы:                     |                                                                                                |                               | Судьи: Микаэль Норд Линус Элунд |
| Теэму Турунен (Петер Тиивола, Миика Койвисто) - 46:22 Вили Саариярви (Ере Иннала, Антон Лунделль) (5x4) - 51:24 Вили Саариярви (ПБ) - 65:00 | 0:1 0:2 1:2 2:2 3:2       | Матей Блюмель (Петр Кодытек) - 01:21 Радан Ленц (Матей Странски, Михаэль Шпачек) (5х4) - 43:44 |                               | Судьи: Микаэль Норд Линус Элунд |
| |                           |                                                                                                |                               | Судьи: Микаэль Норд Линус Элунд |
| |                           |                                                                                                |                               | Судьи: Микаэль Норд Линус Элунд |
| |                           |                                                                                                |                               | Судьи: Микаэль Норд Линус Элунд |
| 8 мин | Штраф                     | 12 мин                                                                                         |                               | Судьи: Микаэль Норд Линус Элунд |
| |                           |                                                                                                |                               |                                 |
| | 22                        | Броски                                                                                         | 32                            |                                 |

| 41 февраля 2021 18:00 | Швеция | 1:2 (Б) (0:0, 1:1, 0:0, 0:0, 0:1) | Россия | Мальмё Арена Зрителей: матч прошёл без |

| Отчёт                                                        | Отчёт                     | Отчёт                                                                                 | Отчёт                           | Отчёт                                |
| ------------------------------------------------------------ | ------------------------- | ------------------------------------------------------------------------------------- | ------------------------------- | ------------------------------------ |
|                                                              |                           |                                                                                       |                                 |                                      |
|                                                              | Виктор Фаст - 00:00-65:00 | Вратари                                                                               | 00:00-65:00 - Александр Самонов | Судьи: Микаэль Шёквист Микаэль Хольм |
|                                                              | Голы:                     |                                                                                       |                                 | Судьи: Микаэль Шёквист Микаэль Хольм |
| Эмиль Петтерссон (Понтус Хольмберг, Даниэль Викстен) - 26:10 | 1:0 1:1 1:2               | Данила Моисеев (Никита Чибриков, Сергей Шмелёв) - 36:42 Владимир Бутузов (ПБ) - 65:00 |                                 | Судьи: Микаэль Шёквист Микаэль Хольм |
|                                                              |                           |                                                                                       |                                 | Судьи: Микаэль Шёквист Микаэль Хольм |
|                                                              |                           |                                                                                       |                                 | Судьи: Микаэль Шёквист Микаэль Хольм |
|                                                              |                           |                                                                                       |                                 | Судьи: Микаэль Шёквист Микаэль Хольм |
| 16 мин                                                       | Штраф                     | 8 мин                                                                                 |                                 | Судьи: Микаэль Шёквист Микаэль Хольм |
|                                                              |                           |                                                                                       |                                 |                                      |
|                                                              | 30                        | Броски                                                                                | 20                              |                                      |

| 14 февраля 2021 14:00 | Россия | 7 : 4 (1:1, 1:2, 5:1) | Чехия | Мальмё Арена |

| Отчёт | Отчёт | Отчёт | Отчёт | Отчёт |
| ----- | ----- | ----- | ----- | ----- |
|       |       |       |       |       |
|       |       |       |       |       |
|       |       |       |       |       |
|       |       |       |       |       |
|       |       |       |       |       |
|       |       |       |       |       |
|       |       |       |       |       |
|       |       |       |       |       |
|       |       |       |       |       |

| 14 февраля 2021 18:00 | Швеция | 3 : 0 | Финляндия | Мальмё Арена |

| Отчёт | Отчёт | Отчёт | Отчёт | Отчёт |
| ----- | ----- | ----- | ----- | ----- |
|       |       |       |       |       |
|       |       |       |       |       |
|       |       |       |       |       |
|       |       |       |       |       |
|       |       |       |       |       |
|       |       |       |       |       |
|       |       |       |       |       |
|       |       |       |       |       |
|       |       |       |       |       |